# Okręg wyborczy Ramsey
Okręg wyborczy Ramsey – powstał w 1885 r. i wysyłał do brytyjskiej Izby Gmin jednego deputowanego. Okręg obejmował północną część hrabstwa Hundingtonshire. Został zlikwidowany w 1918 r.

## Deputowani do brytyjskiej Izby Gmin z okręgu Ramsey
- 1885–1887: William Fellowes, Partia Konserwatywna
- 1887–1906: Ailwyn Fellowes, Partia Konserwatywna
- 1906–1910: Alexander Boulton, Partia Liberalna
- 1910–1918: Oliver Locker-Lampson, Partia Konserwatywna